# Ampelodesmos mauritanicus
Ampelodesmos mauritanicus là một loài thực vật có hoa trong họ Hòa thảo. Loài này được (Poir.) T.Durand & Schinz mô tả khoa học đầu tiên năm 1894.

## Hình ảnh

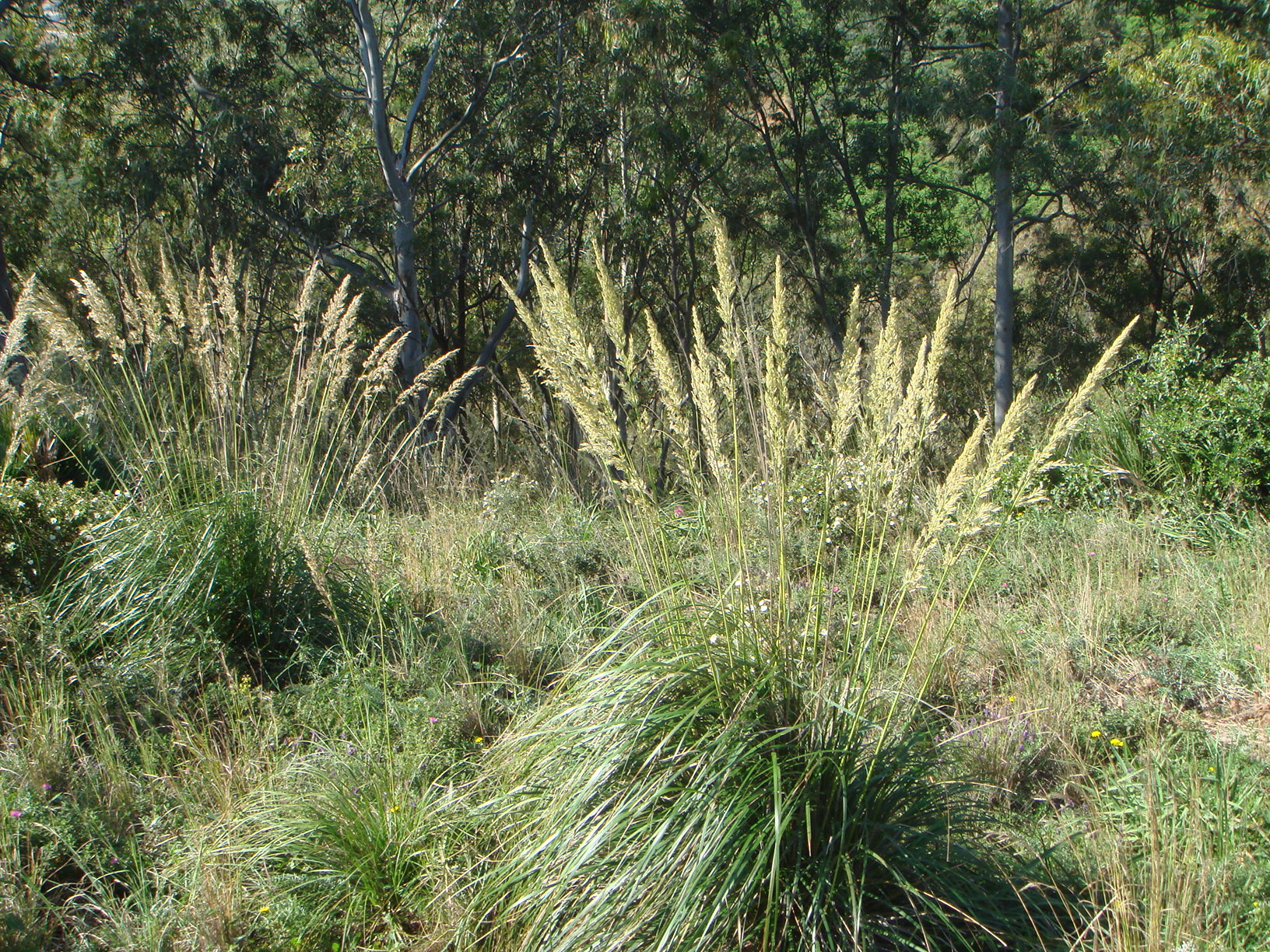
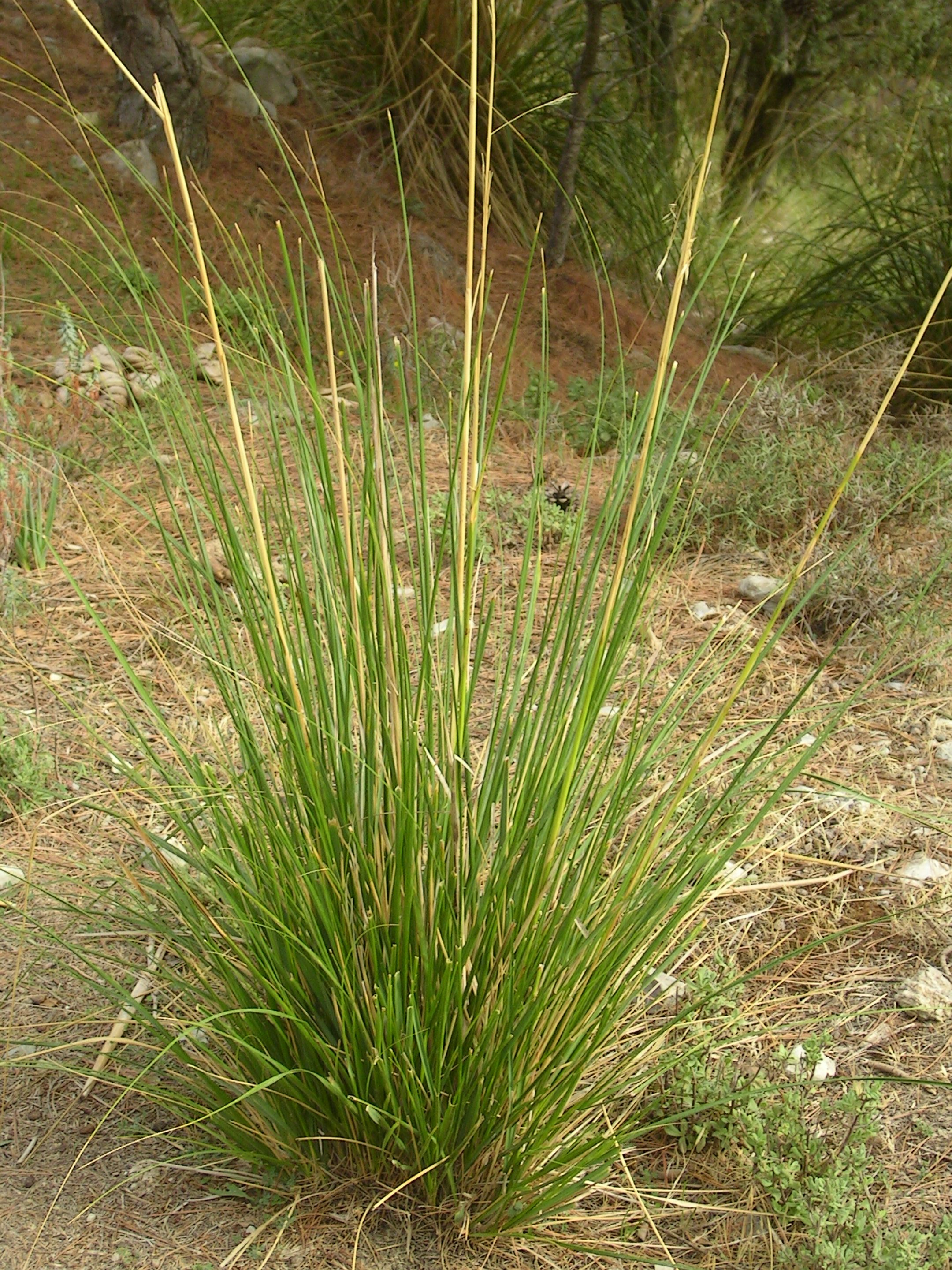
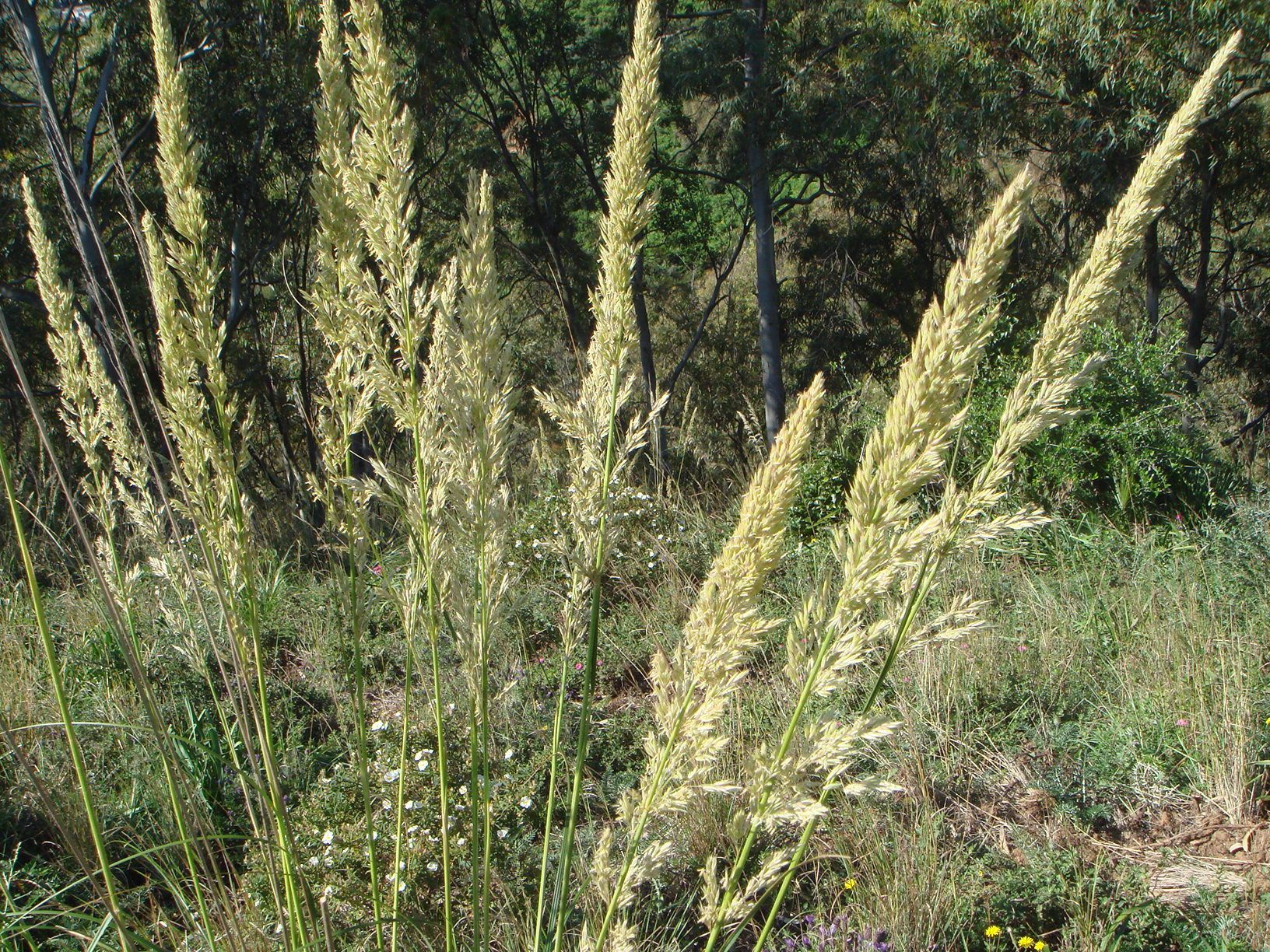
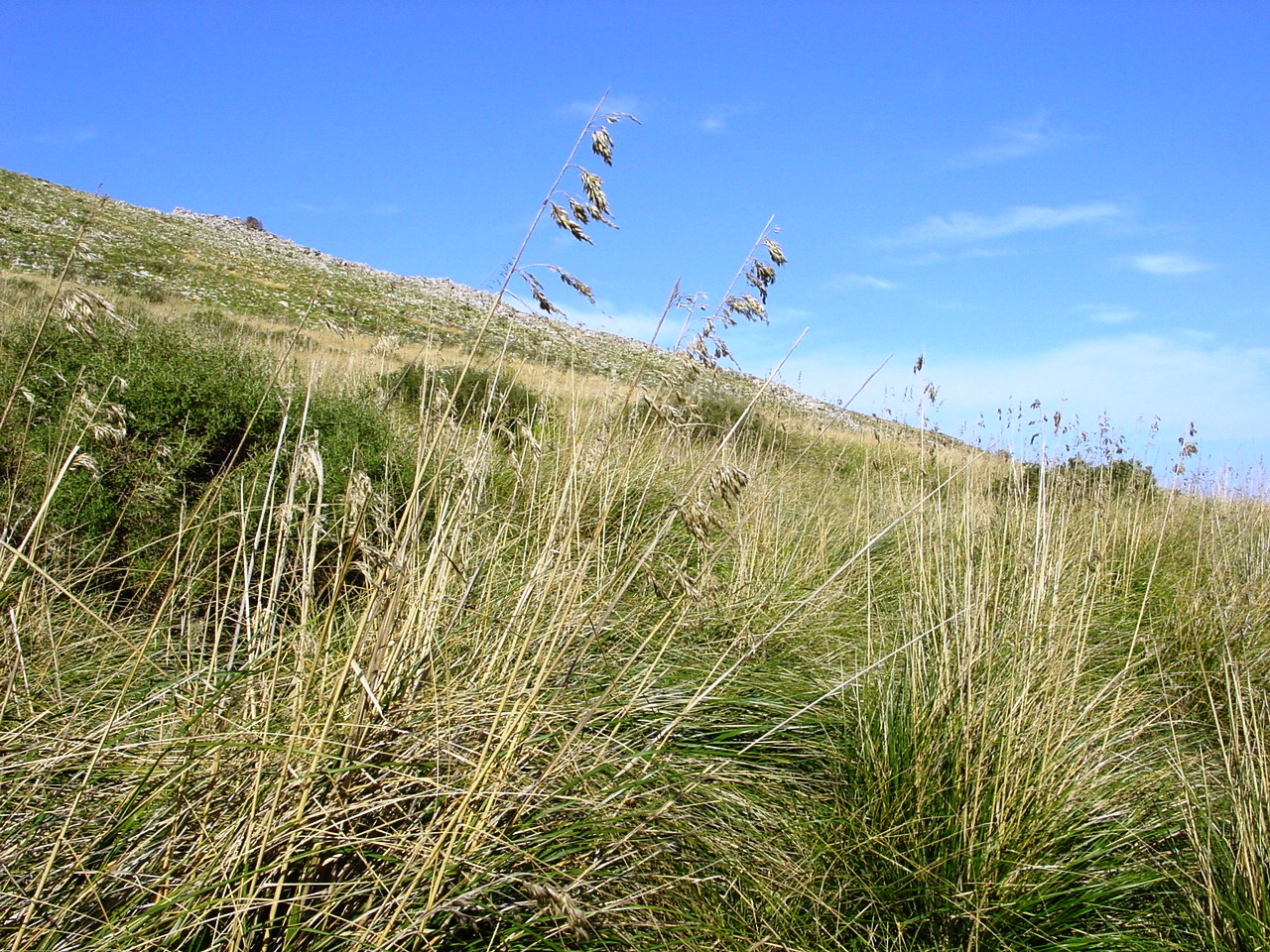